# Camilla Farestveit
Camilla Helene Hallås Farestveit (ur. 5 grudnia 1989 w Bergen) – norweska łyżwiarka szybka.
W wieku 24 lat, Farestveit uczestniczyła na Zimowych Igrzyskach Olimpijskich 2014, organizowanych w Soczi. Podczas tych igrzysk wzięła ona udział w jednej konkurencji łyżwiarstwa szybkiego, biegu drużynowego kobiet, gdzie wraz z Hege Bøkko, Mari Hemmer oraz Idą Njåtun zajęła 7. pozycję. Były to jedyne igrzyska olimpijskie w których Farestveit uczestniczyła.